# راي بوني
راي بوني هو سياسي أسترالي، ولد في 10 مارس 1919، وتوفي في 25 أبريل 1994. انتخب عضو مجلس نواب تسمانيا ‏.